# Кутловский, Николай Васильевич
Николай Васильевич Кутловский (род. 17 декабря, 1944 год) — заслуженный тренер России, тренер по боксу, почетный гражданин Кемеровской области.

## Биография
Наставником Николая Кутловского был заслуженный тренер Украины и России Виталий Николаевич Дорофеев.
Стал тренировать спортсменов в Кузбассе в 1970—1980-х годах.
В 2015 году старшему тренеру сборной Кузбасса было присвоено звание Почетного гражданина Кемеровской области. Николай Кутловский работает тренером-преподавателем областной специализированной детско-юношеской спортивной школы олимпийского резерва по боксу. Стаж тренерской работы — 52 года. Николай Кутловский сумел вырастить больше 20 победителей и призеров, добившихся сильных результатов на всероссийских европейских и мировых соревнованиях. Среди его подопечных — десятикратный чемпион мира по боксу, заслуженный мастер спорта Юрий Арбачаков, бронзовый призер Олимпийских игр в Лондоне Миша Алоян и Алексей Никифоров.
Тренер Карена Арутюняна — спортсмена, занявшего в мае 2012 года 1 место в весовой категории до 52 килограмм на чемпионате СФО по боксу и чемпиона Сибири — Алексея Зубка, в категории до 64 килограмм.
Воспитанник Николая Кутловского — Иосиф Центер победил в весовой категории до 57 килограмм в первенстве Сибирского федерального округа по боксу среди юношей 1998—1999 годов рождения.
Генеральный директор боксерского клуба ОАО «Кокс».